# 權赫峰
權赫峰（朝鮮語：권혁봉，1944年－），朝鮮民主主義人民共和國政治家。畢業於金日成綜合大學。曾任朝鮮藝術交流協會顧問，長期主持朝鮮文藝工作。現任朝鮮勞動黨中央宣傳部副部長、朝鮮第12屆最高人民會議代表。
2011年10月，率朝鮮血海歌劇團《梁祝》歌劇劇組訪華。